# نايجل بيرسون
نايجل بيرسون (Nigel Graham Pearson) (21 أغسطس 1963 في نوتنغهام في المملكة المتحدة – )؛ هو لاعب كرة قدم كان يلعب كمدافع.

## وصلات خارجية
- نايجل بيرسون على موقع قاعدة بيانات كرة القدم.إي يو (الإنجليزية)
- نايجل بيرسون على موقع Soccerbase.com (لاعب) (الإنجليزية)
- نايجل بيرسون على موقع Soccerbase.com (مدرب) (الإنجليزية)
- نايجل بيرسون على موقع عالم كرة القدم.نت (الإنجليزية)